# 134 (število)
134 (stó štíriintrídeset) je naravno število, za katero velja 134 = 133 + 1 = 135 - 1.

## V matematiki
- sestavljeno število.
- ne obstaja noben takšen cel x, da bi veljala enačba φ(x) = 134.
- ne obstaja noben takšen cel x, da bi veljala enačba x - φ(x) = 134.
- {\displaystyle 134={}_{8}C_{1}+{}_{8}C_{3}+{}_{8}C_{4}}

## Drugo

### Leta
- 134 pr. n. št.
- 134, 1134, 2134